# Juin 2010 en sport
Pour un article plus général, voir 2010 en sport.

## Faits marquants
- Coupe du monde de football 2010
- Championnat du monde de roller in line hockey IIHF 2010

- 5 au 13 juin : Championnats du monde de descente (canoë-kayak) à Sort en Espagne.
- 11 juin au 11 juillet : XIXe coupe du monde de football en Afrique du Sud.
- 11 juin: le handballeur polonais Karol Bielecki perd accidentellement son œil lors d'un match amical contre la Croatie.
- 20 juin : grève des joueurs français lors de la Coupe du monde
- 21 juin : début du Tournoi de tennis de Wimbledon